# Charmie Sobers
Charmian Colette "Charmie" Sobers (sinh ngày 19 tháng 1 năm 1973 tại Willemstad, Curaçao) là một học viên taekwondo người Hà Lan đã nghỉ hưu của người gốc Curaçao. Sobers đủ điều kiện cho Hà Lan trong hạng mục người phụ nữ (67   kg) tại Thế vận hội Mùa hè 2004 ở Athens bằng cách hoàn thành hạng ba và nhận được một bến từ Giải đấu vòng loại châu Âu ở Baku, Azerbaijan. Sobers đã vượt qua Sarah Bainbridge của Vương quốc Anh trong vòng sơ khảo mười sáu trước khi thua trận tứ kết với Mary Antoinette Rivero của Philippines với số điểm mặc định là 4 bóng10.